# Policyjna opowieść 4: Projekt S
Policyjna opowieść 4: Projekt S – hongkoński film akcji nakręcony w 1993 roku. Spin-off serii Policyjnej opowieści.
Na 8 listopada 1996 roku film zarobił 9 337 853 dolarów hongkońskich w Hongkongu.

## Fabuła
Młoda, seksowna policjantka zostaje przydzielona do śledztwa w sprawie działalności zorganizowanych grup przestępczych. Dowiaduje się, że jej były partner jest szefem gangu. Planuje on napad na bank.

## Obsada
Źródło: Filmweb

- Bill Tung – Wujek Bill
- Dick Wei – Ah Shuen
- Wakin Chau – Martin Lee
- Michelle Yeoh – Jessica Yang
- Yu Rongguang – David Chang
- Jackie Chan – inspektor Chan
- Alain Guernier – Roger Davidson
- Bowie Lam – George
- Athena Chu – Annie Lee
- Joe Cheung – sprzedawca u jubilera